# Joseph Thao Tiên
Joseph Thao Tiên, (né le 5 décembre 1918 dans la province de Houa Phanh au Laos (Indochine) et mort le 2 juin 1954), est un prêtre catholique laotien, assassiné in odium fidei durant la persécution des autorités communistes envers les catholiques. Considéré par l'Église catholique comme protomartyr de ce pays, il est vénéré comme bienheureux depuis décembre 2016.

## Biographie

### Jeunesse et conversion

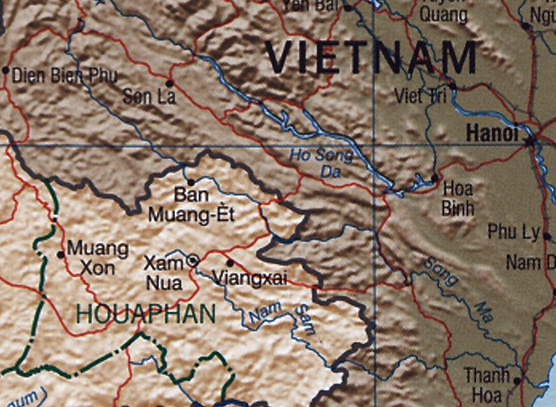
Carte de la région.

Il est issu d'une famille fervente convertie depuis trois générations, d'ethnie Thaï Dèng. Les missionnaires des Missions étrangères de Paris se sont établis dans le canton de Muang Xôi et son village est entièrement chrétien. À onze ans, il entre à l’école des catéchistes montagnards de Hữu Lễ, dans la province de Thanh Hóa au Tonkin qui appartenait alors à l'Indochine française ; à cette époque, sa province d'origine (qui faisait partie autrefois d'un royaume vietnamien) dépend du vicariat apostolique de Phát Diệm, et à partir de 1932 de celui de Thanh Hóa. L'école, fondée récemment par le Père Jean-Pierre Rey M.E.P., comprend aussi des ateliers de soudure et d'électricité.

### Premier prêtre laotien
Excellent élève, il est admis en 1937 à la section petit séminaire, où il étudie le latin et le français. Ils ne sont que trois élèves à passer avec succès au grand séminaire, mais il est le seul à persévérer jusqu'à l'ordination. C'est l'époque troublée de l'occupation japonaise de l'Indochine. 
De 1942 à 1946, il est élève des Pères sulpiciens au grand séminaire de Hanoï, où l'enseignement se fait en français et en latin. Le Père Pierre Gastine C.S.S.P. remarque qu'il est « énergique » et que malgré son retard en philosophie au début « il sut tenir (...) et fit de grands progrès dans ses études ». Il est assidu aussi à la prière et sa discrétion naturelle le tient à l'écart de l'agitation politique. En effet, après la capitulation du Japon, le pays est le théâtre de nombreuses violences. À la Noël 1946, c’est le début de la guerre d'Indochine qui provoque la fermeture du séminaire, l'arrestation et la déportation des directeurs. Certains séminaristes peuvent continuer leurs études chez les rédemptoristes canadiens de Thaï Ha. Joseph Tiên quant à lui est obligé de rentrer au Laos à pied, après avoir traversé la ville de Thanh Hóa rasée. Mais la guerre arrive là aussi et il ne reste que peu de temps. Le 6 avril 1947, il trouve place dans un avion militaire pour Hanoï avec le Père Mironneau. C'est à Saïgon, au séminaire Saint-Joseph, qu'il peut enfin terminer ses études de théologie à l'automne 1947. Il est le seul Laotien au milieu d'une centaine d'élèves venus de toute l'Indochine. 
Le 6 juin 1949, il est ordonné prêtre à la cathédrale de Hanoï par Mgr Mazé, au cours d'une cérémonie discrète à cause de la situation politique, et en octobre suivant il est nommé à la mission de Sam Neua du côté laotien, où se trouvent des Thaïs Dèng. Mais, très vite quelques jours plus tard, la ligne de front avance jusque là et il se retrouve en zone de guérilla. Il décide d'y demeurer avec l'accord de ses supérieurs et de ne pas abandonner son petit peuple de montagnards. Deux autres prêtres, qui sont vietnamiens, sont également dans la zone. Lorsque la paix revient, il redouble de travail et met la priorité sur une école qu'il dirige et qui reçoit tous les garçons d'une douzaine de villages formant le Muang Xôi et quelques filles. L'effectif dépasse la centaine d'enfants. La pauvreté est grande. Il se nourrit d'un bol de riz et des légumes du modeste potager. En 1952, deux Pères des Missions étrangères prennent la responsabilité de la pastorale, ce qui permet au Père Tiên de se consacrer à son œuvre d'éducation. Son école, qui s'est agrandie, remporte les meilleures places aux examens de la province avec aussi une section collège.

### Premier martyr laotien
En décembre 1952, la guérilla communiste soutenue par le Viêt Minh redouble d'intensité. Le personnel de la mission est évacué par la troupe franco-laotienne, comme tous les civils étrangers (dont les Vietnamiens), mais le Père Tiến une fois encore décide de rester à son poste, « prêt à donner ma vie pour mes frères laotiens ». 
Fin mai 1953, les communistes sont à Sam Neua. Début juin 1953, il est arrêté par la milice locale, jugé devant un tribunal populaire et condamné à la déportation dans un camp de « rééducation ». Isolé au camp de Ban Talàng, il résiste toutefois aux manœuvres destinées à le faire apostasier ou bien à lui faire abandonner sa promesse du célibat sacerdotal, manœuvre que les ennemis de la religion catholique ont toujours et partout utilisée pour arriver à leurs fins de destruction. Il déclare qu'il est marié à Jésus-Christ et qu'il ne se mariera pas avec la jeune fille de dix-huit ans que le chef du camp lui propose. Ce dernier lui répond : « alors ta vie prend fin. » Le Père Tiên s'en remet au Christ souffrant qui s'est offert par amour. 
Le 2 juin 1954, quatre gardiens le font sortir du camp. Il est ligoté à un pamplemoussier du cimetière du village de Huay Talàng et abattu de cinq balles. Il avait 35 ans.

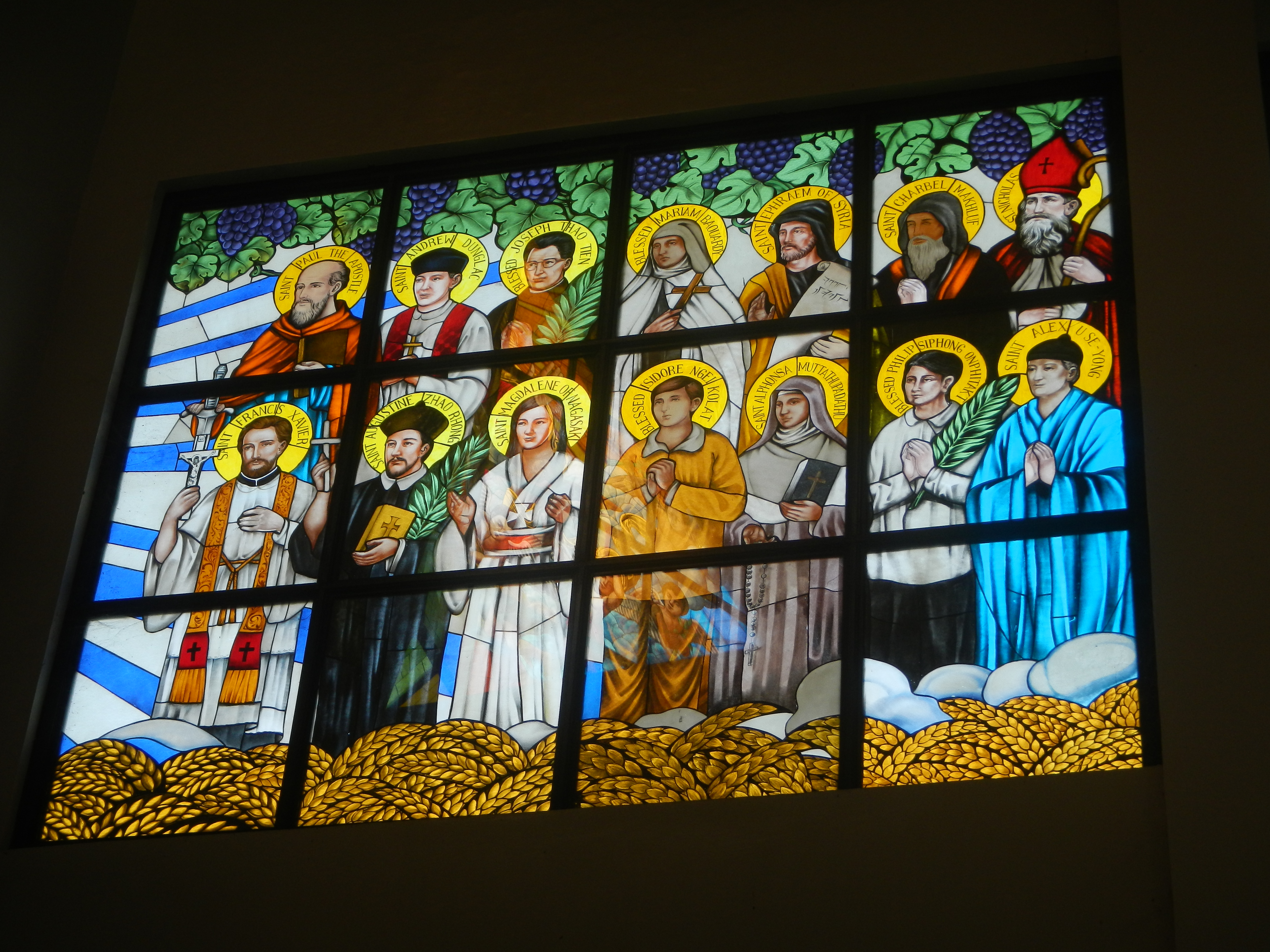
Groupe avec Joseph Thao Tiên (le 3e en haut à gauche)

## Béatification
Le procès de béatification est ouvert par le diocèse de Nantes en 2008 et transmis à Rome en 2010. Le pape François reconnaît le martyre du Père Tiên en 2015, ainsi que celui de seize autres témoins de la foi de cette époque au Laos, dont neuf missionnaires français, un jeune missionnaire italien, et cinq laïcs laotiens de différentes ethnies dont le plus jeune avait seize ans. La cérémonie de béatification a été célébrée le 11 décembre 2016 à la cathédrale du Sacré-Cœur de Vientiane au Laos par le cardinal Orlando Quevedo, délégué pontifical, en présence de six mille fidèles. Le nom du Père Joseph Tiên est toujours connu au Laos où la chrétienté est très réduite et le catholicisme étroitement surveillé.